# The Other Side of Istanbul
The Other Side of Istanbul ist ein deutscher Dokumentarfilm der Regisseurin Döndü Kılıç aus dem Jahr 2008.

## Handlung
Döndü Kılıç gibt in verschiedenen Episoden einen Einblick in die Auseinandersetzungen Schwuler, Bisexualität und Transgeschlechtlicher in einer überwiegend schwulenfeindlichen Lebenswelt – mit der türkischen Staatsmacht, dem Militär, der Gesellschaft, ihren Familien und vor allem mit der eigenen Person.
Der 28 Jahre alte Mehmet Tarhan lebt in einem der wenigen schwulenfreundlichen Viertel Istanbuls, Cihangir. Aufgewachsen ist er in İskenderun und gebürtiger Kurde. Vor zwei Jahren kam er für 11 Monate ins Gefängnis, weil er den Militärdienst nicht antreten wollte. Zwar hätte er als Schwuler ausgemustert werden können, doch dafür hätte er sich durch den sogenannten „Fäulnisbericht“ für psychisch krank erklären lassen müssen. Seine Mutter, sein Bruder und seine Schwester stehen zu Mehmet, obwohl er auch nach seiner Entlassung als fahnenflüchtig gilt und keinen Ausweis besitzt. Doch wie Mehmet machen es zahlreiche andere Homosexuelle.
Kurz nach der Gefängnishaft wurde er Ansprechpartner von Lambda Istanbul. Der Verein mit rund 30 Mitgliedern dient als Treffpunkt für Schwule, Lesben, Bisexuelle, Transvestiten und Transgeschlechtliche und organisiert unter anderem politische Demonstrationen und Pressearbeit, um Aufklärung zu betreiben. Doch längst nicht jeder fühlt sich durch diesen Verein angesprochen.
Zu diesen gehört der 24-jährige Mustafa, da er sich als unpolitisch bezeichnet und die alternative Clubszene bevorzugt. Diese Szene wiederum ist in Istanbul sehr klein; dominierend sind dort einerseits teure schwule Szeneclubs und Fetischclubs für die Besserverdienenden, andererseits die Clubs der meist muskulösen, behaarten Männer der „Bärenszene“. Mustafa leidet darunter, dass junge Schwule wie er als wenig attraktiv gelten und es besonders schwer haben, im alltäglichen schwulen Leben akzeptiert zu werden. In Istanbul kann man nicht ungestört offen schwul leben, wenn man nicht, wie einige bekannte Schauspieler, über Geld und Berühmtheit verfügt. Trotzdem liebt er seine Stadt und behauptet von sich selbst, nicht in die Zukunft zu schauen, sondern im Hier und Jetzt zu leben.
Ganz anders geht es dem 28-jährigen Transvestiten Güney, der davon träumt, eines Tages berühmt zu werden. Doch seine momentane finanzielle Situation sieht nicht gut aus: Was er in einem Sexkino verdient, reicht gerade so zum Überleben. Durch sein Coming-out hat er keinen Kontakt mehr zur Familie und auch keine anderweitige Unterstützung. Er provoziert die Menschen allein schon durch sein Erscheinungsbild, obwohl er, wie er selbst sagt, allen nur gefallen möchte und alles sein kann, ob nun Schwuler, transgeschlechtlich, Transvestit oder „fraulicher als jede Frau“. Da es selbst in dem etwas toleranteren und durch Einkaufsboulevards mit Kaufhäusern und internationalen Geschäften westlichen Stils geprägten Stadtviertel Taksim zu Problemen kommt, ist Güneys Leben nicht nur von Lebensfreude geprägt, sondern auch von Verzweiflung.
Dem ganzen Stadtleben möchte Mert mit seinen 40 Jahren bereits wieder entkommen. Er ist in jungen Jahren nach Istanbul gekommen, nachdem er sich bei seiner Familie geoutet hatte. Ohne Rückhalt und ohne Ausbildung kam er durch einen Transvestiten zum Transenstrich und verdiente damit 12 Jahre lang seinen Lebensunterhalt. Doch seiner Meinung nach ist das Leben in Istanbul inzwischen gefährlich geworden; er stellt sich ein Leben mit seinem Lebenspartner, mit dem er seit 5 Jahren eine feste Beziehung hat, auf dem Land ruhiger und sorgloser vor, obwohl er in den letzten Jahren einem geregelten Arbeitsverhältnis nachgeht.
Auch der 25-jährige Bawer möchte endlich neu anfangen, indem er seine Familie und andere nicht mehr belügt. Er hat sich bisher nicht getraut, sich zu outen, und hat mit Hilfe seiner Freundin Leyla eine Beziehung vorgetäuscht und nicht damit gerechnet, dass seine Eltern gleich die Hochzeit planen. Es blieb ihm also nichts anderes übrig, als eine Trennung vorzuspielen und sich wieder der Gefahr auszusetzen, dass seine Eltern misstrauisch werden, ob er nun homosexuell ist oder nicht.
Ähnlich wie Mehmet bei Lambda Istanbul setzt sich die 30-jährige transgeschlechtliche Öykü in ihrem Verein „Gökkuşağı“ (Regenbogen) für die Rechte der in Bursa lebenden Transmenschen (und auch Transvestiten) ein. Da es in der Türkei kein Gesetz gegen Transmenschen gibt, werden diese mitunter als „Prostituierte“ kriminalisiert und schikaniert; Öykü setzt sich daher für ihren Schutz vor Übergriffen ein. Öykü ist in der Türkei die erste Transperson, die offiziell ihren Namen vor Gericht ändern lassen durfte. Früher war dies nur gegen Bestechung des Arztes möglich, der vor Gericht behauptete, dass bei der Geburt der falsche Name in die Geburtsurkunde eingetragen worden sei. Sie weiß, dass es trotz dieser kleinen Erfolge noch lange dauern wird, bis Transmenschen ihre eigenen Rechte haben. Doch Öykü wird nicht aufgeben.

## Hintergrund
Weitere Protagonisten sind Prof. Dr. Mustafa Çağrıcı, ein Professor für Islamische Theologie und Mufti, sowie Apo, Öner, Kenan, Ebru und Demet.
Einem am 3. Februar 2008 mit Mehmet Tarhan geführten Gespräch zufolge befindet sich Öykü inzwischen im Gefängnis, da sie ihren „kriminellen“ Verein „Gökkuşağı“ nicht aufgeben wollte.
Der Film feierte am 9. Februar 2008 seine Welturaufführung im Rahmen der Internationalen Filmfestspiele Berlin.

## Festivals
- 57.Internationale Filmfestival Berlin, Panorama 7. – 17. Februar 2008

- 14. Athens International Film Festival, 17. – 28. September 2008

- 25. Festival de Cine de Bogota (Bogota Film Festival), 1. – 9. Oktober 2008

- 29. Manaki Brothers Film Festival, 27. September – 4. Oktober 2008

- Pink Panorama – LesBiGay Filmfestival Luzern, 13. – 19. Oktober 2008

- 8. The Barcelona International Gay and Lesbian Film Festival, 16. – 25. Oktober 2008

- 32. MOSTRA International Film Festival Sao Paulo, 17. – 30. Oktober 2008

- 20. QueerFilmFestival Esslingen, 30. Oktober – 9. November 2008

- Tüpisch Türkisch Filmfestival, Köln, 1. November 2008

- Terra di Siena Film Festival, November 4th - 8th, 2008

- 12. Queersicht Festival, Bern, 6. – 9. November 2008

- Culturescape, Zuerich, 16. November 2008

- 3. Lens Politica film and media art festival, Helsinki, 21. – 23. November 2008

- 32. Göteborg Int. Filmfestival, 23. Januar – 2. Februar 2009

- 12. Uçan Süpürge Uluslararası Kadın Filmleri Festivali (USKFF), Ankara 7-14 Mayıs 2009

- Q!Film Festival Indonesien, Bandung 02/09, Yogiyakarta 04/09, Jakarta 07/09

## Awards
- Audience Award Best Documentary in Barcelona